# Victor Honorez
Victor Jean Honorez (Givry, 14 maart 1910 - Neuengamme, 1944) was een Belgische atleet, die gespecialiseerd was in het veldlopen. Hij veroverde twee Belgische titels.

## Biografie
Honorez werd in 1934 en 1935 Belgisch kampioen veldlopen. In 1936 kon hij wegens een kwetsuur niet deelnemen aan het Belgische kampioenschap.  In 1937 moest hij zijn meerdere erkennen in Oscar Van Rumst.
Honorez won diverse belangrijke veldlopen in België en Frankrijk. Hij nam ook viermaal deel aan de Landenprijs. In 1933 en 1934 leverde dat een plaats in de top tien op. In 1935 was hij na een slopend seizoen met verschillende belangrijke overwinningen te vermoeid en eindigde hij pas vijfenvijftigste.
Honorez, die militair was bij het elfde regiment artillerie, was aangesloten bij US Doornik.

## Belgische kampioenschappen
Outdoor
| Onderdeel | Jaar       |
| --------- | ---------- |
| veldlopen | 1934, 1935 |

## Palmares

### 5000 m
- 1936:  BK AC - 15.45,0

### 3000 m steeple
- 1935:  BK AC

### veldlopen
- 1933: 10e Landencross in Newport
- 1934:  BK in Stokkel
- 1934: 9e Landencross in Ayr
- 1934:  Cross van Le Soir
- 1934:  Cross de l’Intran[4]
- 1935:  Cross van l’Auto[5]
- 1935:  BK in Stokkel
- 1935: 55e Landencross in Auteuil
- 1935:  Cross van Le Soir
- 1935:  Cross de l’Intran
- 1935:  Cross van L’Echo d’Alger
- 1936:  Cross van l’Auto[6]
- 1936:  Cross van Le Soir[7]
- 1936:  Cross van L’Echo d’Alger
- 1937:  BK in Stokkel
- 1937: DNF Landencross in Stokkel